# كسوف الشمس 13 يونيو 2094
سيحدث كسوف جزئي للشمس في 12-13 يونيو 2094. يحدث كسوف الشمس عندما يمر القمر بين الأرض والشمس ، وبالتالي يحجب صورة الشمس كليًا أو جزئيًا عن مشاهد على الأرض. يحدث كسوف جزئي للشمس في المناطق القطبية من الأرض عندما يغيب مركز ظل القمر عن الأرض. في غرب خط التوقيت الدولي ، الساعة 12 يونيو بالتوقيت المحلي.

## الخسوفات ذات الصلة

### كسوف الشمس 2094-2098
هذا الكسوف هو جزء من سلسلة فكسوف الشمس 2094-2098. يتكرر الكسوف في كل 177 يومًا تقريبًا و 4 ساعات (فصل دراسي) في العقد المتناوبة من مدار القمر.
| 119 | يونيو 13, 2094 جزئي | 124 | ديسمبر 7, 2094 جزئي  |
| 129 | يونيو 2, 2095 كلي   | 134 | نوفمبر 27, 2095 حلقي |
| 139 | مايو 22, 2096 كلي   | 144 | نوفمبر 15, 2096 حلقي |
| 149 | مايو 11, 2097 كلي   | 154 | نوفمبر 4, 2097 حلقي  |
|     |                     | 164 | أكتوبر 24, 2098 جزئي |

### ساروس 119
وهي جزء من دورة ساروس 119 ، تتكرر كل 18 سنة ، 11 يومًا ، وتحتوي على 71 حدثًا.
- بدأت السلسلة بكسوف جزئي للشمس في 15 مايو 850 م.
- يحتوي على كسوف كلي في 9 أغسطس 994 م و 20 أغسطس 1012
- كسوف هجين في 31 أغسطس 1030.
- كسوف حلقي من 10 سبتمبر 1048 حتى 18 مارس 1950.
- تنتهي السلسلة في العضو 71 ككسوف جزئي في 24 يونيو 2112.

كانت أطول مدة للمجموع 32 ثانية فقط في 20 أغسطس 1012. كانت أطول مدة حلقية 7 دقائق و 37 ثانية في 1 سبتمبر 1625. كانت أطول مدة هجينة 18 ثانية فقط في 31 أغسطس 1030.
| أعضاء السلسلة 54-70 تحدث بين 1801 و 2100: | أعضاء السلسلة 54-70 تحدث بين 1801 و 2100: | أعضاء السلسلة 54-70 تحدث بين 1801 و 2100: |
| 54                                        | 55                                        | 56                                        |
| ----------------------------------------- | ----------------------------------------- | ----------------------------------------- |
| 21 ديسمبر 1805                            | ١ يناير ١٨٢٤                              | ١١ يناير ١٨٤٢                             |
| 57                                        | 58                                        | 59                                        |
| 23 يناير 1860                             | 2 فبراير 1878                             | ١٣ فبراير ١٨٩٦                            |
| 60                                        | 61                                        | 62                                        |
| 25 فبراير 1914                            | 7 مارس 1932                               | 18 مارس 1950                              |
| 63                                        | 64                                        | 65                                        |
| 28 مارس 1968                              | 9 أبريل 1986                              | 19 أبريل 2004                             |
| 66                                        | 67                                        | 68                                        |
| 30 أبريل 2022                             | 11 مايو 2040                              | 22 مايو 2058                              |
| 69                                        | 70                                        |                                           |
| 1 يونيو 2076                              | 13 يونيو 2094                             |                                           |

### سلسلة اينكس
هذا الكسوف هو جزء من دورة اينكس طويلة الأمد ، يتكرر عند العقد المتناوبة ، كل 358 شهرًا سينوديًا (≈ 10571.95 يومًا ، أو 29 عامًا ناقص 20 يومًا).
مظهرها وخط طولها غير منتظمين بسبب عدم التزامن مع الشهر غير الطبيعي (فترة الحضيض). ومع ذلك ، فإن مجموعات 3 دورات اينكس (87 سنة ناقص شهرين) تقترب (≈ 1،151.02 شهرًا غير طبيعي) ، لذا فإن الكسوف متشابه في هذه المجموعات.
| أعضاء سلسلة اينكس بين عامي 1901 و 2100: | أعضاء سلسلة اينكس بين عامي 1901 و 2100: | أعضاء سلسلة اينكس بين عامي 1901 و 2100: |
| --------------------------------------- | --------------------------------------- | --------------------------------------- |
| 22 نوفمبر 1919 (ساروس 141)              | 1 نوفمبر 1948 (ساروس 142)               | 12 أكتوبر 1977 (ساروس 143)              |
| 22 سبتمبر 2006 (ساروس 144)              | 2 سبتمبر 2035 (ساروس 145)               | 12 أغسطس 2064 (ساروس 146)               |
| 23 يوليو 2093 (ساروس 147)               |                                         |                                         |

### سلسلة تريتوس
هذا الكسوف هو جزء من دورة تريتوس ، يتكرر عند العقد المتناوبة كل 135 شهرًا متزامنًا (≈ 3986.63 يومًا ، أو 11 عامًا ناقص شهر واحد). مظهرها وخط طولها غير منتظمين بسبب نقص التزامن مع الشهر غير الطبيعي (فترة الحضيض) ، لكن التجمعات المكونة من 3 دورات تريتوس (33 عامًا ناقص 3 أشهر) تقترب (≈ 434.044 شهرًا غير طبيعي) ، لذا فإن الكسوف متشابه في هذه التجمعات.
| أعضاء سلسلة تريتوس بين عامي 1901 و 2100 | أعضاء سلسلة تريتوس بين عامي 1901 و 2100 | أعضاء سلسلة تريتوس بين عامي 1901 و 2100 | أعضاء سلسلة تريتوس بين عامي 1901 و 2100 |
| --------------------------------------- | --------------------------------------- | --------------------------------------- | --------------------------------------- |
| 9 سبتمبر 1904 (ساروس 133)               | 10 أغسطس 1915 (ساروس 134)               | 9 يوليو 1926 (ساروس 135)                |                                         |
| 8 يونيو 1937 (ساروس 136)                | 9 مايو 1948 (ساروس 137)                 | 8 أبريل 1959 (ساروس 138)                |                                         |
| 7 مارس 1970 (ساروس 139)                 | 4 فبراير 1981 (ساروس 140)               | 4 يناير 1992 (ساروس 141)                |                                         |
| 4 ديسمبر 2002 (ساروس 142)               | 3 نوفمبر 2013 (ساروس 143)               | 2 أكتوبر 2024 (ساروس 144)               |                                         |
| 2 سبتمبر 2035 (ساروس 145)               | 2 أغسطس 2046 (ساروس 146)                | 1 يوليو 2057 (ساروس 147)                |                                         |
| 31 مايو 2068 (ساروس 148)                | 1 مايو 2079 (ساروس 149)                 | 31 مارس 2090 (ساروس 150)                |                                         |

### سلسلة ميتونيك
تتكرر السلسلة ميتونيك كل 19 عامًا (6939.69 يومًا) ، وتستمر حوالي 5 دورات. يحدث الكسوف في نفس تاريخ التقويم تقريبًا. بالإضافة إلى ذلك ، تتكرر سلسلة اكتون الفرعية 1/5 من ذلك أو كل 3.8 سنوات (1387.94 يومًا). تحدث جميع الكسوفات في هذا الجدول عند العقدة الهابطة للقمر.
| 21 أحداث الكسوف بين 21 يونيو 1982 و 21 يونيو 2058 | 21 أحداث الكسوف بين 21 يونيو 1982 و 21 يونيو 2058 | 21 أحداث الكسوف بين 21 يونيو 1982 و 21 يونيو 2058 | 21 أحداث الكسوف بين 21 يونيو 1982 و 21 يونيو 2058 | 21 أحداث الكسوف بين 21 يونيو 1982 و 21 يونيو 2058 |
| يونيو21                                           | أبريل 8–9                                         | يناير26                                           | نوفمبر 13–14                                      | سبتمبر 1–2                                        |
| 107                                               | 109                                               | 111                                               | 113                                               | 115                                               |
| ------------------------------------------------- | ------------------------------------------------- | ------------------------------------------------- | ------------------------------------------------- | ------------------------------------------------- |
| يونيو21, 1963                                     | أبريل 9, 1967                                     | يناير26, 1971                                     | نوفمبر 14, 1974                                   | سبتمبر 2, 1978                                    |
| 117                                               | 119                                               | 121                                               | 123                                               | 125                                               |
| يونيو21, 1982 [الإنجليزية]                        | أبريل 9, 1986 [الإنجليزية]                        | يناير26, 1990 [الإنجليزية]                        | نوفمبر 13, 1993 [الإنجليزية]                      | سبتمبر 2, 1997 [الإنجليزية]                       |
| 127                                               | 129                                               | 131                                               | 133                                               | 135                                               |
| يونيو21, 2001                                     | أبريل 8, 2005                                     | يناير26, 2009                                     | نوفمبر 13, 2012                                   | سبتمبر 1, 2016                                    |
| 137                                               | 139                                               | 141                                               | 143                                               | 145                                               |
| يونيو21, 2020                                     | أبريل 8, 2024                                     | يناير26, 2028                                     | نوفمبر 14, 2031                                   | سبتمبر 2, 2035                                    |
| 147                                               | 149                                               | 151                                               | 153                                               | 155                                               |
| يونيو21, 2039 [الإنجليزية]                        | أبريل 9, 2043 [الإنجليزية]                        | يناير26, 2047 [الإنجليزية]                        | نوفمبر 14, 2050 [الإنجليزية]                      | سبتمبر 2, 2054 [الإنجليزية]                       |
| 157                                               |                                                   |                                                   |                                                   |                                                   |
| يونيو21, 2058 [الإنجليزية]                        |                                                   |                                                   |                                                   |                                                   |

## روابط خارجية
- http://eclipse.gsfc.nasa.gov/SEplot/SEplot2051/SE2094Jun13P. GIF